# (118228) 1996 TQ66
(118228) 1996 TQ66 es un objeto transneptuniano parte del cinturón de Kuiper, que ha sido descubierto el 8 de octubre de 1996 por Chad Trujillo, David C. Jewitt, Jane X. Luu, y Jun Chen. Se encuentra en resonancia orbital de 2:3 con Neptuno, al igual que Plutón, por lo que está clasificaso como un objeto plutino.